# Odean Pope

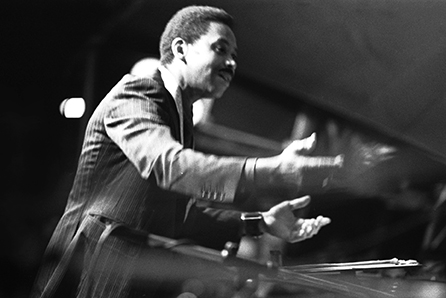
Odean Pope (1980)

Odean Pope (* 24. Oktober 1938 in Ninety Six, South Carolina) ist ein US-amerikanischer Jazz-Saxophonist.

## Leben und Wirken
Pope wuchs in Philadelphia auf, wo er die Benjamin Franklin High School besuchte und u. a. bei Benny Golson, Archie Shepp, Ray Bryant und Max Roach studierte und mit Hasaan Ibn Ali probte. Er war auch Schüler von Kenny Clarke in Paris und besuchte die Berklee School of Music in Boston. Er arbeitete in dieser Zeit u. a. mit Jimmy McGriff, McCoy Tyner, Rahsaan Roland Kirk, Chet Baker und Art Blakeys Jazz Messengers.
1967–1968 unternahm er mit Max Roach eine Europatournee. Von 1971 bis 1974 leitete er die Gruppe Catalyst, mit der er vier Alben aufnahm. Außerdem war er für Archie Shepp, Grachan Moncur III, Dizzy Gillespie, Grover Washington junior und Reggie Workman tätig. 1977 gründete er den Saxophone Choir, eine Band aus acht Saxophonisten und einer Rhythmusgruppe, mit dem er in den USA, in Deutschland und beim North Sea Jazz Festival in Holland auftrat.
1979 wurde er Mitglied des Max Roach Quartetts, mit dem er sieben Alben einspielte. 1981 gründete er ein Trio mit Gerald Veasley und Cornell Rochester. Sein erstes Album als Bandleader Almost Like Me nahm er 1982 auf. In den 1990er Jahren gründete er mit Tyrone Brown und Mickey Roker (später Craig McIver) ein weiteres Trio. 1991 wurde er von der International Association for Jazz Education ausgezeichnet. Er studierte an der Philadelphia Midway Music School und der Granoff School of Music und wurde Artist in Residence am Community College of Philadelphia, am Cuyahoga Community College in Cleveland, am Amherst College und an der Philadelphia Performing and Creative Arts High School.
Er trat weiterhin mit Jazzmusikern wie Miles Davis, Clark Terry, Lee Morgan, Elvin Jones, aber auch mit Aretha Franklin oder Stevie Wonder auf.

## Diskographie
- Almost Like Me (1982)
- Saxophone Shop (1985)
- Ponderer (1990)
- Out for a Walk (1990)
- Epitome (1993)
- Ninety Six (1996)
- Collective Voices (1996)
- Ebioto (1999)
- Changes & Changes (1999)
- Nothing Is Wrong (2004) (mit Khan Jamal)
- Two Dreams (2004)
- The Misled Children Meet Odean Pope (2008) (mit Misled Children)